# Santa Maria della Versa
Santa Maria della Versa ist eine norditalienische Gemeinde (comune) mit 2261 Einwohnern (Stand 31. Dezember 2023) in der Provinz Pavia in der Lombardei. Die Gemeinde liegt etwa 25 Kilometer südöstlich von Pavia in der Oltrepò Pavese an der Versa, grenzt unmittelbar an die Provinz Piacenza (Emilia-Romagna) und gehört zur Comunità Montana Oltrepò Pavese.

## Geschichte
Der Ortsteil Soriasco ist das historische Zentrum der Gemeinde, das Ende des 9. Jahrhunderts erstmals erwähnt wird. 1893 wurde der Gemeindename von Soriasco in den heutigen geändert.